# Artibeus rosenbergi
Artibeus rosenbergi är en däggdjursart som först beskrevs av den brittiske zoologen Oldfield Thomas 1897. Arten ingår i släktet Artibeus, och fladdermusfamiljen bladnäsor.  IUCN kategoriserar arten globalt som föremål för kunskapsbrist.
Den räknades tidigare till arten Artibeus glaucus, men är numera en egen art. Artnamnet syftar på samlaren och auktoren William Frederik Henry Rosenberg. 

## Utbredning
Artibeus rosenbergi förekommer i tropisk regnskog, i El Chocó-regionen, i västra Colombia och nordvästra Ecuador upp till 500 meter över havet.